# Open des îles Caïmans
Le tournoi Open des îles Caïmans (Cayman Islands Open) est un tournoi de squash qui se tient à Grand Cayman, la plus grande des trois îles Caïmans. Il fait partie du WSA World Tour de 2009 à 2011. La catégorie de points du tournoi augmente chaque année en fonction de la valeur des prix. Après avoir initialement appartenu à la catégorie WSA Silver 30 en 2009 avec 37 500 dollars de prix, c'est en 2010 un tournoi WSA Gold 45 avec 55 300 dollars de prix. L'édition 2011 est dotée de 68 500 dollars et est un tournoi de la catégorie Gold 60 de la WSA. Les trois éditions sont remportées par Nicol David, qui a toujours été en tête du classement mondial tout au long de la période et championne du monde en titre.

## Palmarès
| Année | Champion                                                                 | Finaliste                                                                | Score en finale                                                          |
| ----- | ------------------------------------------------------------------------ | ------------------------------------------------------------------------ | ------------------------------------------------------------------------ |
| 2012  | Pas de compétition en raison des championnats du monde de squash féminin | Pas de compétition en raison des championnats du monde de squash féminin | Pas de compétition en raison des championnats du monde de squash féminin |
| 2011  | Nicol David                                                              | Jenny Duncalf                                                            | 11-7, 11-6, 12-14, 11-4                                                  |
| 2010  | Nicol David                                                              | Jenny Duncalf                                                            | 11-8, 11-8, 11-4                                                         |
| 2009  | Nicol David                                                              | Natalie Grainger                                                         | 11-8, 11-6, 11-5                                                         |